# Il Fantastico Economico Classico
Il Fantastico Economico Classico è stata una collana editoriale di letteratura fantastica pubblicata tra il 1994 e il 1996 dal gruppo editoriale Newton Compton tramite l'etichetta Compagnia del Fantastico. Curata da Sebastiano Fusco e Gianni Pilo e distribuita in edicola, consisteva di romanzi completi e raccolte di racconti (per lo più allestite da Pilo appositamente per il mercato italiano) stampate in formato tascabile di 209x135 mm e rilegate in brossura, paragonabili per formato alla collana Urania di Arnoldo Mondadori Editore.
Il primo numero fu pubblicato l'8 gennaio 1994, l'ultimo fu il 50º del 24 febbraio 1996; la cadenza fu inizialmente settimanale e poi irregolare a partire dalla 35ª uscita del 7 gennaio 1995. Numerose opere della collana sono state poi riproposte da Newton nei Grandi Tascabili Economici Newton (si vedano le bibliografie nelle voci dei singoli volumi).

## Elenco uscite
| Numero | Autore                    | Titolo                              | Note | Data di pubblicazione |
| ------ | ------------------------- | ----------------------------------- | --- | --------------------- |
| 1      | Edgar Rice Burroughs      | Sotto le lune di Marte              | Primo romanzo del Ciclo di Barsoom. | 8 gennaio 1994        |
| 2      | William H. Hodgson        | La casa sull'abisso                 | | 15 gennaio 1994       |
| 3      | Alfred Elton van Vogt     | Crociera nell'infinito              | Romanzo fix-up del ciclo della Argus. | 22 gennaio 1994       |
| 4      | Howard Phillips Lovecraft | Le montagne della follia            | Romanzo afferente sia al Ciclo di Cthulhu sia al Ciclo dei Sogni. | 29 gennaio 1994       |
| 5      | Harold W. Munn            | Stirpe di lupo                      | Raccolta di dieci racconti allestita dall'autore. | 5 febbraio 1994       |
| 6      | Robert E. Howard          | L'ora del dragone                   | Romanzo con protagonista Conan il Cimmero. | 12 febbraio 1994      |
| 7      | Herbert George Wells      | L'isola del dr. Moreau              | | 19 febbraio 1994      |
| 8      | Alfred Elton van Vogt     | Il libro di Ptath                   | | 26 febbraio 1994      |
| 9      | H. Rider Haggard          | La donna eterna                     | Primo romanzo della tetralogia di Ayesha. | 5 marzo 1994          |
| 10     | Howard Phillips Lovecraft | Il caso di Charles Dexter Ward      | Romanzo afferente al Ciclo di Cthulhu. | 12 marzo 1994         |
| 11     | Robert Ervin Howard       | I signori della spada               | Raccolta originale di cinque racconti di ambientazione celtica: - "Il Tempio dell'Abominio". Con protagonista Cormac Mac Art. - "I Vermi della Terra". Con protagonista Bran Mak Morn. - "Re delle Tenebre". Con protagonista Bran Mak Morn. - "Il crepuscolo del Dio Grigio". Con protagonista Turlogh O' Brien. - "Turlogh, il Nero". Con protagonista Turlogh O' Brien. | 19 marzo 1994         |
| 12     | Seabury Quinn             | La casa della strega                | Raccolta originale di quattro racconti del ciclo di Jules de Grandin: 1. "La casa della strega" 2. "Le mani della morta" 3. "La casa dei tre cadaveri" 4. "Il Coltello Rosso di Hassan" | 26 marzo 1994         |
| 13     | Alfred Elton van Vogt     | Il cervello trappola                | | 9 aprile 1994         |
| 14     | William H. Hodgson        | I pirati fantasma                   | | 16 aprile 1994        |
| 15     | Arthur Conan Doyle        | La nube avvelenata                  | Raccolta originale di un romanzo con protagonista il professor Challenger e un racconto autoconclusivo: - La nube avvelenata - "Il Capitano della Stella Polare" | 23 aprile 1994        |
| 16     | Howard Phillips Lovecraft | Kadath                              | Romanzo del Ciclo dei Sogni con protagonista Randolph Carter. | 30 aprile 1994        |
| 17     | Roger Zelazny             | Creature della luce e delle tenebre | | 17 maggio 1994        |
| 18     | Carolyn J. Cherryh        | Il crepuscolo della Terra           | Raccolta di sei racconti allestita dall'autrice. | 14 maggio 1994        |
| 19     | Edgar Rice Burroughs      | Gli dei di Marte                    | Secondo romanzo del Ciclo di Barsoom. | 21 maggio 1994        |
| 20     | Jack Vance                | L'ultimo castello                   | Raccolta originale di un romanzo breve autoconclusivo e un racconto afferente al Ciclo della Terra morente: - L'ultimo castello - "Ulan Dhor" | 28 maggio 1994        |
| 21     | Howard Phillips Lovecraft | L'orrore sotto il tumulo            | Raccolta originale di un romanzo breve e un racconto autoconclusivi: - L'orrore sotto il tumulo - "L'orrore nel museo" | 4 giugno 1994         |
| 22     | Robert Ervin Howard       | La luna dei teschi                  | Primo tomo della saga di Solomon Kane, comprende due racconti e due poesie: 1. "La luna dei teschi" 2. Il ritorno di Solomon Kane 3. "Le lame della Fratellanza" 4. Una sola macchia scura | 11 giugno 1994        |
| 23     | Alfred Elton van Vogt     | I ribelli dei 50 soli               | Romanzo fix-up del ciclo dei Ribelli. | 18 giugno 1994        |
| 24     | H. Rider Haggard          | La collana del Vagabondo            | Omnibus originale di due romanzi autoconclusivi: - La collana del Vagabondo - Nahoon | 25 giugno 1994        |
| 25     | Hugh Davidson             | Il signore dei vampiri              | Romanzo fix-up del ciclo del dott. John Dale. | 2 luglio 1994         |
| 26     | Howard Phillips Lovecraft | Il richiamo di Cthulhu              | Raccolta originale di un racconto e un romanzo breve afferenti al Ciclo di Cthulhu: - "Il richiamo di Cthulhu" - L'ombra su Innsmouth | 9 luglio 1994         |
| 27     | Robert Ervin Howard       | I figli di Asshur                   | Secondo tomo della saga di Solomon Kane, comprende quattro racconti: 1. "I passi all'interno" 2. "Le colline dei morti" 3. "I figli di Asshur" 4. "Il castello del diavolo" | 16 luglio 1994        |
| 28     | Alfred Elton van Vogt     | Il segreto degli Slan               | Romanzo fix-up del ciclo dello Slan. | 23 luglio 1994        |
| 29     | Tanith Lee                | Il Signore delle Illusioni          | Terzo romanzo dei Racconti della Terra Piatta. | 30 luglio 1994        |
| 30     | Edgar Rice Burroughs      | Il Signore della guerra di Marte    | Terzo romanzo del Ciclo di Barsoom. | 3 settembre 1994      |
| 31     | Tanith Lee                | La Vampira di Marte                 | Primo romanzo della dilogia di Sabella. | 10 settembre 1994     |
| 32     | Alfred Elton van Vogt     | L'occhio dell'infinito              | | 17 settembre 1994     |
| 33     | H. Rider Haggard          | Bisanzio                            | | 24 settembre 1994     |
| 34     | Howard Phillips Lovecraft | L'ombra venuta dal tempo            | Raccolta originale di racconto afferente al Ciclo di Cthulhu e uno autoconclusivo: - "L'ombra venuta dal tempo" - "Medusa" | 1 ottobre 1994        |
| 35     | H. Rider Haggard          | Il ritorno di Ayesha                | Secondo romanzo della tetralogia di Ayesha. | 7 gennaio 1995        |
| 36     | Alfred Elton van Vogt     | I polimorfi                         | Romanzo fix-up del ciclo del Terzo Occhio. | 21 gennaio 1995       |
| 37     | Robert Ervin Howard       | Chiodi rossi                        | Romanzo breve con protagonista Conan il Cimmero. | 4 febbraio 1995       |
| 38     | Howard Phillips Lovecraft | L'orrore di Dunwich                 | Raccolta originale di tre racconti afferenti al Ciclo di Cthulhu: - "L'orrore di Dunwich" - "Il colore venuto dallo spazio" - "La maledizione di Yig" | 18 febbraio 1995      |
| 39     | Carolyn J. Cherryh        | Gli invisibili                      | Romanzo autoconclusivo entro l'universo della Lega e della Confederazione. | 4 marzo 1995          |
| 40     | Alfred Elton van Vogt     | L'impero dell'atomo                 | Romanzo fix-up, primo volume della dilogia di Clane. | 18 marzo 1995         |
| 41     | Anthony Wylm              | L'ira della mummia                  | | 1 aprile 1995         |
| 42     | Robert Ervin Howard       | I Veggenti Neri                     | Romanzo breve con protagonista Conan il Cimmero. | 15 aprile 1995        |
| 43     | James M. McGregor         | Fuga dalla Terra                    | Romanzo fix-up del ciclo di Uno. | 2 giugno 1995         |
| 44     | Robert Ervin Howard       | Le ali notturne                     | Terzo tomo della saga di Solomon Kane, comprende sette racconti e una poesia: 1. "Le ali notturne" 2. "Ombre rosse" 3. "La Mano Destra del Giudizio" 4. Il ritorno di Sir Richard Grenville 5. "Hawk di Basti" 6. "Lo scricchiolio delle ossa" 7. "I neri cavalieri della Morte" 8. "Teschi sulle stelle"                                                                  | 24 giugno 1995        |
| 45     | Tanith Lee                | Il Signore della Notte              | Primo romanzo dei Racconti della Terra Piatta. | 2 settembre 1995      |
| 46     | David Case                | Il segreto del Dr. Hodson           | | 30 settembre 1995     |
| 47     | Alfred Elton van Vogt     | Lo stregone di Linn                 | Romanzo, secondo volume della dilogia di Clane. | 6 gennaio 1996        |
| 48     | Thea von Harbou           | Metropolis                          | | 13 gennaio 1996       |
| 49     | Edmond Hamilton           | Il Lago della Vita                  | | 20 gennaio 1996       |
| 50     | Alfred Elton van Vogt     | Non-A 3                             | Terzo volume della trilogia di Non-A. | 24 febbraio 1996      |